# Gertrud Dahlmann-Stolzenbach
Gertrud Dahlmann-Stolzenbach (* 2. März 1909 in Hannover; † 1988 in München) war eine deutsche Schriftstellerin, Journalistin und Übersetzerin.

## Leben
Gertrud Dahlmann-Stolzenbach schrieb Erzählungen, Novellen sowie Kinderliteratur. Sie setzte sich in der Sammlung von Erzählungen Der schwarze Engel mit dem Zweiten Weltkrieg und der Nachkriegssituation mit surrealistischen Mitteln auseinander, obwohl diese zu jener Zeit skeptisch aufgenommen wurden; darin wird ihre Bedeutung in der Nachkriegsliteratur gesehen. Ihr wurde bereits in der zeitgenössischen Kritik eine exakte Gestaltungssicherheit bei der Beschreibung ihrer Visionen bescheinigt. Sie arbeitete zudem als Journalistin für die Süddeutsche Zeitung. Ferner war sie als Übersetzerin aus der französischen und englischen Sprache tätig. Von ihr übersetzte Werke hat sie auch herausgegeben. Sie lebte in München.

## Werke (Auswahl)
- Der schwarze Engel: Erzählungen aus Traum und Phantasie. Desch, München 1946.
- Der lemurische Reigen. Erzählende Prosa. In: Welt und Wort, 1/1946, S. 116–118.
- Mein Vater kann hexen: Vergnügliche Geschichten. Ensslin & Laiblin, Reutlingen 1959.
- Die verrückten Geschichten der Lügen-Jule. Ensslin & Laiblin, Reutlingen 1961.
- Hilfsstelle Paulchen. Illustriert von Jochen Bartsch, Ensslin & Laiblin, Reutlingen 1962.
- Rätselraten ist gefährlich, weil man sich den Kopf zerbricht. Illustriert von Johannes Segieth, Domino Verlag Brinek, München 1964.
- Tieno der Blütenstrolch und andere Geschichten. Illustriert von Barbara Jost, Domino Verlag Brinek, München 1965.
- Schlaukopf, rate mal: Ein lustiges Rätselbuch. Illustriert von Bettina Kemp, Domino Verlag Brinek, München 1968.
- 13 drollige Geschichten. Illustriert von Bettina von Hayek, Auer, Donauwörth 1971, ISBN 978-3-403-00245-1.
- Lotte in Weimar: Nach dem Roman von Thomas Mann. Ein Schauspiel in 4 Akten. S. Fischer, Frankfurt am Main 1974.

### Als Übersetzerin
- Gustave Flaubert: Madame Bovary. Droemer, München 1952.
- Anya Seton: Lady Katarina. Desch, München/Wien/Basel 1955.

### Als Herausgeberin
- Das Märchenschloss: Schöne Geschichten aus den Ländern der Welt. Übersetzt und herausgegeben von Gertrud Dahlmann-Stolzenbach, illustriert von Bernadette Watts, Ellermann, München 1969.